# René Primevère Lesson

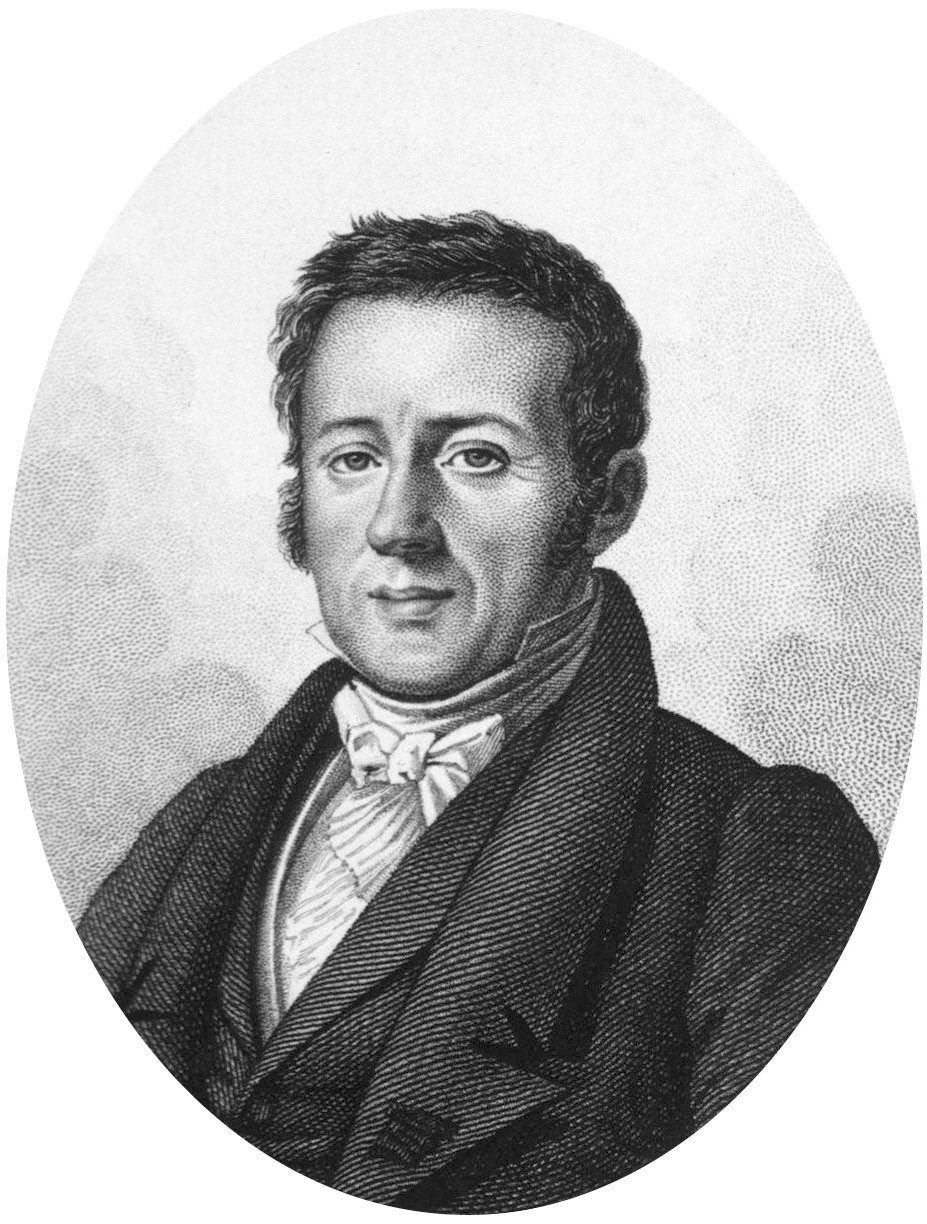
Portret al lui Lesson de Tardieu (1827)

René Primevère Lesson este un chirurg, naturalist, zoolog și ornitolog, francez, născut la 21 martie 1794 (1 germinal anul II) la Rochefort și decedat la 28 aprilie 1849 în același oraș.

## Biografie
După ce a studiat la Rochefort, el a intrat la cincisprezece ani și jumătate la Școala de medicină navală. În timpul războaielor napoleoniene, el a servit în marina franceză. În 1811, a fost chirurg de clasa a treia la bordul fregatei, La Saal , și în 1813, chirurgul de clasa a doua pe Redulus și apoi pe Le Cassard, după dispariția navei precedente. El a lucrat ca voluntar la Grădina botanică din Rochefort.
Lesson este primul om de stiință care a observat păsările de paradis în arhipelagul Molucelor și în Noua Guinee. El descrie astfel această descoperire :

## Specii descrise
- Géocoucou de Lesson